# Ctenotus alacer
Ctenotus alacer (живучий гребневухий сцинк) — вид сцинкоподібних ящірок родини сцинкових (Scincidae). Ендемік Австралії.

## Поширення і екологія
Живучі гребневухі сцинки мешкають в пустельних районах Центральної Австралії, на території Західної Австралії, Південної Австралії, Північної Території і Квінсленда. Вони живуть в скелястих місцевостях, порослих спінніфексом.